# Europese kampioenschappen bowling
De Europese kampioenschappen bowling zijn door de European Bowling Federation (EBF) georganiseerde kampioenschappen voor bowlers.

## Edities
| Editie | Jaar | Locatie                          |
| ------ | ---- | -------------------------------- |
| 1e     | 1938 | Stuttgart (Duitsland)            |
| 2e     | 1962 | Besançon (Frankrijk)             |
| 3e     | 1965 | Birmingham (Verenigd Koninkrijk) |
| 4e     | 1969 | Kopenhagen (Denemarken)          |
| 5e     | 1973 | Dublin (Ierland)                 |
| 6e     | 1977 | Helsinki (Finland)               |
| 7e     | 1981 | Frankfurt (BRD)                  |
| 8e     | 1985 | Wenen (Oostenrijk)               |
| 9e     | 1989 | 's-Hertogenbosch (Nederland)     |
| 10e    | 1993 | Malmö (Zweden)                   |
| 11e    | 1997 | Nottingham (Verenigd Koninkrijk) |
| 12e    | 2001 | Aalborg (Denemarken)             |

| Editie | Jaar | Locatie                 |
| ------ | ---- | ----------------------- |
| 13e    | 2005 | Moskou (Rusland)        |
| 14e    | 2007 | Wenen (Oostenrijk)      |
| 15e    | 2009 | Aalborg (Denemarken)    |
| 16e    | 2011 | München (Duitsland)     |
| 17e    | 2012 | Wenen (Oostenrijk)      |
| 18e    | 2015 | Aalborg (Denemarken)    |
| 19e    | 2016 | Brussel (België)        |
| 20e    | 2019 | München ([Duitsland)    |
| 21e    | 2022 | Helsinki (Finland)      |
| 22e    | 2023 | Wittelsheim (Frankrijk) |

| Editie | Jaar | Locatie               |
| ------ | ---- | --------------------- |
| 13e    | 2006 | Böblingen (Duitsland) |
| 14e    | 2008 | Odense (Denemarken)   |
| 15e    | 2010 | Riga (Letland)        |
| 16e    | 2012 | Tilburg (Nederland)   |
| 17e    | 2014 | Berlijn (Duitsland)   |
| 18e    | 2016 | Wenen (Oostenrijk)    |
| 19e    | 2018 | Brussel (België)      |
| 20e    | 2022 | Aalborg (Denemarken)  |